# Hipódromo de Maroñas

Hipódromo de Maroñas (Maroñas Entertainment) é um hipódromo localizado no bairro de  Maroñas, em Montevideo, Uruguai. 

## Detalhes da Pista
Sua pista principal tem 2.065 (milha e um quarto) metros e sua pista auxiliar tem 2.000 metros. Abriga 2.426 pessoas sentadas e 5.500 em pé. Tem estacionamento para 697 automóveis.
O Hipódromo de Maroñas é a pista nacional do Uruguai ; o hipódromo municipal próximo a Montevidéu é o Hipódromo Las Piedras, em Las Piedras no Departamento de Canelones.

## Dias de Corrida
Lá ocorrem corridas de cavalos há 125 anos. Foi inaugurado em 1874, fechado em 1997 por falência do Jockey Club de Montevidéu, e reaberto nas mãos do grupo privado Maroñas Enterteinment, em 2003.
O principal evento é a milha e meia do  Gran Premio José Pedro Ramirez, Grupo  I, em 6 de janeiro (dia de Reis), junto com mais quatro provas internacionais.
Há corridas nos 52 fins de semana do ano.
Acolhe oito provas Grau I, 9 Grau II, onze Grau III, e 12 provas listadas.

Noturna em Maroñas

## Galeria

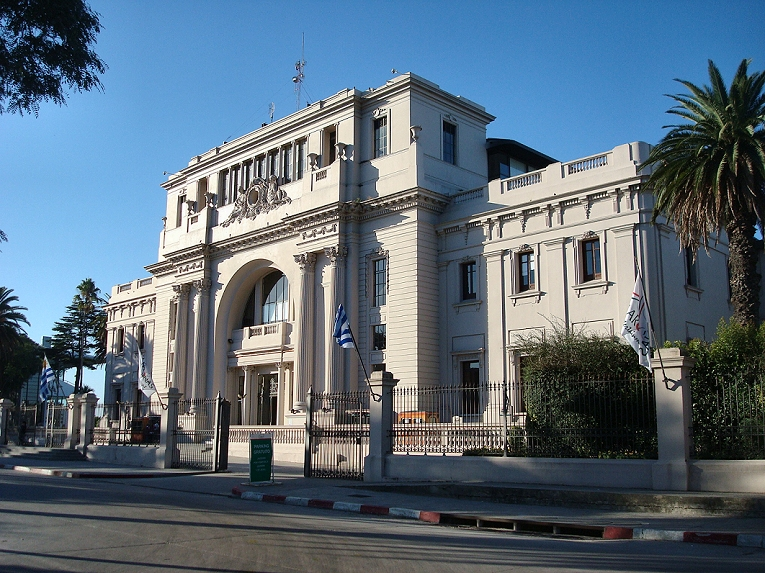
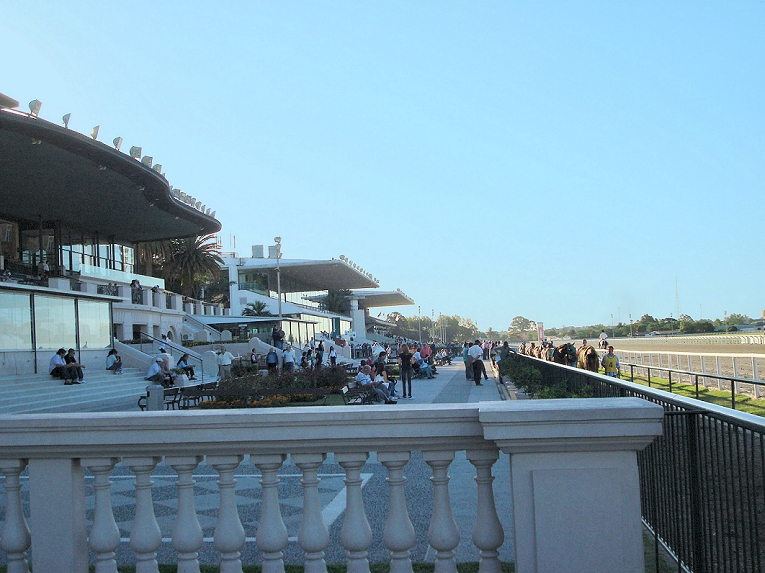